# 4726 Federer
4726 Federer este un asteroid din centura principală, descoperit pe 25 septembrie 1976 de Harvard Observatory.